# Xanthoepalpus laetus
Xanthoepalpus laetus là một loài ruồi trong họ Tachinidae.